# Список глав государств в 974 году
Список глав государств в 973 году — 974 год — Список глав государств в 975 году — Список глав государств по годам

## Азия
- Аббасидский халифат — 
  - Абуль-Касим аль-Мути, халиф (946 — 974)
  - Абу Бакр ат-Таи, халиф (974 — 991)
  -  Хамданиды — 
    - Адид ад-Даула, эмир (Аль-Джазира) (967 — 978)
    - Саад ад-Даула, эмир (Алеппо) (967 — 991)
- Абхазское царство — Дмитрий III, царь (969 — 975)
- Армения —
  - Анийское царство — Ашот III Милостивый, царь (953 — 977)
  - Васпураканское царство — Ашот-Саак, царь (ок. 972 — 983)
  - Карсское царство — Мушег, царь (963 — 984)
- Вайтхали[англ.] — Пе Пью, царь[англ.] (964 — 994)
- Грузия —
  - Кахетия — Квирике II, князь[англ.] (929 — 976)
  - Тао-Кларджети — Баграт II Регвени, царь (958 — 994)
    - Давид III, куропалат (Тао) (966 — ок. 1000)
    - Сумбат II, эристави (Кларджети) (943 — 988)

  - Тбилисский эмират — Джаффар II бен Мансур, эмир (952 — 981)
- Дайковьет — Динь Тьен Хоанг (Динь Бо Линь), король (968 — 980)
- Дали — Дуань Сушунь, король (968 — 985)
- Индия —
  - Венги (Восточные Чалукья) — Джата Чода Бхима, махараджа (973 — 979)
  - Гурджара-Пратихара — Раджапала, махараджа (960 — 1018)
  - Западные Ганги — Марасимха II Сатьявакья, махараджа (963 — 975)
  - Западные Чалукья[англ.] — Тайлапа II, махараджа (973 — 997)
  - Камарупа — Индра Пала, махараджадхираджа[англ.] (960 — 990)
  - Качари[англ.] — Прасанто, царь[англ.] (925 — 1010)
  - Кашмир — Бхимагупта, царь[нем.] (972 — 980)
  - Пала — Виграхапала II, царь (960 — 988)
  - Парамара[англ.] — 
    - Сияка II, махараджа[англ.] (948 — 974)
    - Вакпатираджа II, махараджа[англ.] (974 — 995)

  - Раштракуты — Индрараджа IV, махараджадхираджа (973 — 982)
  - Харикела (династия Чандра) — Шричандра, махараджадхираджа[англ.] (930 — 975)
  - Чола — Мандхурантака, махараджа (973 — 985)
  - Ядавы (Сеунадеша) — Дхадияппа II, махараджа (970 — 985)
- Индонезия —
  - Матарам (Меданг) — Шри Исияна Тунггавийя, шри-махараджа (947 — 985)
  - Сунда — Прабу Ягири Ракеян, король (973 — 989)
  - Шривиджая — Шри Удаядитиаварман, шри-махараджа (ок. 960 — ок. 988)
- Иран —
  -  Буиды —
    - Джибал — Рукн ад-Даула, эмир (935 — 977)
    - Керман и Фарс — Адуд ад-Даула, эмир (949 — 983)

  -  Зияриды — Захир ад-Даула Бисутун ибн Вушмгир, эмир (967 — 978)
  -  Раввадиды — Абульхидж Мухаммад, эмир (961 — 988)
  -  Салариды — Ибрагим ибн Марзбан, эмир (960 — 981)
  -  Саманиды — Мансур I ибн Нух, эмир (961 — 976)
  -  Саффариды — Абу Ахмад Халаф ибн-Ахмад, эмир (963 — 1003)
  -  Табаристан (Баванди) —  Дара, испахбад (965 — 985)
- Йемен —
  -  Зийядиды — Абу'л-Яш Исхак ибн Ибрагим, эмир (904 — 981)
  - Яфуриды — Абдаллах ибн Кахтан ибн Мухаммад II, имам (963 — 997)
- Караханидское государство — 
  - Али Арслан-хан, хан (970 — 998)
  - Харун Бугра-хан, хан (970 — 992)
- Китай (Эпоха пяти династий и десяти царств) —
  -  Сун — Тай-цзу (Чжао Куанъинь), император (960 — 976)
  -  Северная Хань — Лю Цзюань, император[англ.] (968 — 979)
  -  У Юэ — Цянь Чу, король[англ.] (947 — 978)
  -  Южная Тан — Ли Юй, император (961 — 975)
- Кхмерская империя (Камбуджадеша) — Джаяварман V, император (968 — 1001)
- Корея (Корё)  — Чонджон, ван (949 — 975)
- Ляо — Цзин-цзун (Уюй), император (968 — 982)
- Паган — Наун-у Сорэхан, король[англ.] (956 — 1001)
- Раджарата (Анурадхапура) — Сена IV, король (972 — 975)
- Тямпа — Парамесвараварман I, князь (965 — 982)
- Шеддадиды (Двинский эмират) — Али Лашкари I ибн Мухаммад, эмир (971 — 978)
- Ширван — Ахмад I ибн Мухаммед, ширваншах (956 — 981)
- Япония — Энъю, император (969 — 984)

## Африка
- Гао — Нин Тафай, дья (ок. 970 — ок. 990)
- Зириды — Бологгин ибн Зири, эмир (973 — 984)
- Идрисиды — Хасан ибн Касим, халиф Магриба (954 — 974, 975 — 985)
- Канем — Хайома, маи (961 — 1019)
- Килва — Али ибн аль-Хассан Ширази, султан (ок. 957 — ок. 996)
- Макурия — Георгий II, царь (ок. 969 — ок. 980)
- Сиджильмаса — Абу Мухаммад ал-Мутазз, эмир (963 — 976/977)
- Фатимидский халифат — Аль-Муизз Лидиниллах, халиф (953 — 975)
- Эфиопия — Иан Сеюм, император (959 — 999)

## Европа
- Англия — Эдгар Миролюбивый, король (959 — 975)
- Болгарское царство — Борис II, царь (969 — 977)
- Бургундское королевство (Арелат) — Конрад I Тихий, король (937 — 993)
  - Прованс — 
    - Ротбальд II, граф (ок. 966 — 993)
    - Гильом I, граф (ок. 966 — 993)
- Венгрия — Геза, князь (надьфейеделем) (972 — 997)
- Венецианская республика — Пьетро IV Кандиано, дож (959 — 976)
- Византийская империя — Иоанн I Цимисхий, император (969 — 976)
- Волжская Булгария — Талиб ибн Ахмад, хан[англ.] (ок. 970 — ок. 976)
- Гасконь — Гильом II Санше, герцог (961 — 996)
  - Арманьяк — Бернар I Ле Луш, граф (ок. 960 — ок. 995)
  - Фезансак — Одон де Фезансак, граф (ок. 960 — ок. 985)
- Дания — Харальд I Синезубый, король (958 — 986/987)
- Дербентский эмират — Ахмад ибн Абдулмалик, эмир (939 — 976)
- Дукля — Петрислав Хвалимирович, жупан (971 — 990)
- Западно-Франкское королевство — Лотарь, король (954 — 986)
  - Аквитания — Гильом IV Железнорукий, герцог (963 — 995)
  - Ампурьяс — Госфред I, граф (931 — 991)
  - Ангулем — Ранульф I, граф (962 — 975)
  - Анжу — Жоффруа I Гризегонель, граф (958 — 987)
  - Барселона — Боррель II, граф (947 — 992)
  - Блуа — Тибо I Плут, граф (960 — 975)
  - Бесалу — Миро III, граф (968 — 984)
  - Бретань — Хоэль I, герцог (958 — 981)
  - Булонь — Арнульф III, граф (971 — 990)
  - Бургундия — Эд Генрих Великий, герцог (965 — 1002)
  - Вермандуа — Альберт I Благочестивый, граф (946 — 987)
  - Готия — Раймунд III, граф Руэрга, маркиз (ок. 961 — 1008)
  - Каркассон — Роже I, граф (ок. 957 — ок. 1012)
  - Конфлан и Серданья — Миро III, граф (968 — 984)
  - Мо и Труа — Герберт II де Вермандуа, граф (966 — 995)
  - Мэн — Гуго II, граф (ок. 940 — 980/992)
  - Нант — Хоэль I, граф (958 — 981)
  - Невер — Эд Генрих Великий, граф (965 — 978)
  - Нейстрийская марка — Гуго Капет, маркиз (956 — 987)
  - Нормандия — Ричард I Бесстрашный, герцог (942 — 996)
  - Пальярс —
    - Рамон II, граф (948 — ок. 995)
    - Боррель I, граф (948 — ок. 994)
    - Суньер I, граф (948 — ок. 1010)

  - Париж — Гуго Капет, граф (956 — 987)
  - Рибагорса —
    - Гильем I, граф (ок. 950 — ок. 976)
    - Унифред I, граф (ок. 970 — 980/981)

  - Руссильон — Госфред I, граф (931 — 991)
  - Руэрг — Раймунд III, граф (ок. 961 — 1008)
  - Тулуза — Раймунд V, маркграф (972 — ок. 978)
  - Фландрия — Арнульф II, граф (965 — 987)
  - Шалон — Ламберт, граф (956 — 979)
- Ирландия — Домналл Уа Нейлл, верховный король (956 — 980)
  - Айлех — Домналл Уа Нейлл, король (943 — 980)
  - Дублин — Олав III Кваран, король (945 — 947, 952 — 980)
  - Коннахт — Катал V мак Конхобар, король (973 — 1010)
  - Лейнстер — Угайре II, король (972 — ок. 978)
  - Миде — 
    - Доннхад Финн мак Аэда, король (960 — 974)
    - Муйрхертах мак Маэл Сехнайлл, король (974 — 976)

  - Мунстер — Матгамайн мак Кеннетиг, король (963 — 976)
  - Ольстер — Эохайд мак Ардгайл, король (972 — 1004)
- Испания —
  - Вигера — Рамиро Гарсес, король (931 — 981)
  - Кордовский халифат — Аль-Хакам II, халиф (961 — 976)
  - Леон — Рамиро III, король (966 — 984)
    - Кастилия — Гарсия Фернандес, граф (970 — 995)

  - Наварра — Санчо II Абарка, король (970 — 994)
- Италия —
  - Амальфи — Мансо I, герцог[англ.] (966 — 1004)
  - Беневенто и Капуя —
    - Пандульф I Железная Голова, князь (943 — 981)
    - Ландульф IV, князь (968 — 981)

  - Гаэта — Григорий, герцог[англ.] (962/963 — 978)
  - Неаполь — Марин II, герцог (968 — 992)
  - Салерно — Гизульф I, князь (946 — 977)
- Киевская Русь (Древнерусское государство) —  Ярополк Святославич, великий князь Киевский (972 — 978)
  -  Древлянское княжество — Олег Святославич, князь (970 — 977)
  -  Новгородское княжество — Владимир Святославич, князь (970 — 988)
- Норвегия — 
  - Харальд Синезубый, король (970 — 986)
  - Хакон Могучий, ярл (970 — 995)
- Папская область — 
  - Бенедикт VI, папа римский (973 — 974)
  - Бонифаций VII, антипапа (974, 984 — 985)
  - Бенедикт VII, папа римский (974 — 983)
- Польша — Мешко I, князь (960 — 992)
- Португалия — Гонсало I Менендес, граф (ок. 950 — 997)
- Священная Римская империя — Оттон II Рыжий, император (973 — 983)
  - Бавария — Генрих II Строптивый, герцог (955 — 976, 985 — 995)
  - Голландия — Дирк II, граф (ок. 939 — 988)
  - Иврейская марка — Конрад, маркграф (970 — ок. 990)
  - Лотарингия —  
    - Верхняя Лотарингия — Фридрих (Ферри) I, вице-герцог (959 — 978)
    - Нижняя Лотарингия — без вице-герцога до 977 года

  - Люксембург — Зигфрид, граф (963 — 998)
  - Лужицкая (Саксонская Восточная) марка — Одо I, маркграф (965 — 993)
  - Мейсенская марка — Вигберт, маркграф (965 — 976)
  - Намюр — 
    - Роберт I, граф (ок. 924 — ок. 974)
    - Альберт I, граф (ок. 974 — ок. 1011)

  - Монферрат — Оттоне I, маркграф (969 — 991)
  - Саксония — Бернхард I, герцог (973 — 1011)
  - Северная марка — Дитрих фон Хальденслебен, маркграф (965 — 985)
  - Сполето — Пандульф I Железная Голова, герцог (967 — 981)
  - Тосканская марка — Уго I, маркграф (962 — 1001)
  - Чехия — Болеслав II Благочестивый, князь (ок. 967 — 999)
  - Швабия — Оттон I, герцог (973 — 982)
  - Штирия (Карантанская марка) — Маркварт, маркграф (970 — 1000)
  - Эно (Геннегау) — 
    - Ренье IV, граф (973 — 974, 998 — 1013)
    - Готфрид I, граф (974 — 998)
- Сицилийский эмират — Абу-л-Касим Али ибн Хасан, эмир (969 — 982)
- Уэльс —
  - Гвент — Артвайл ап Ноуи, король (970 — 983)
  - Гвинед — 
    - Иаго ап Идвал, король (950 — 979)
    - Хивел ап Иейав, король (974 — 985)

  - Гливисинг — 
    - Морган ап Оуэн, король (930 — 974)
    - Идваллон ап Морган, король (974 — 990)

  - Дехейбарт — Оуэн ап Хивел, король (950 — 987)
- Хорватия — Степан Држислав, король (969 — 997)
- Швеция — 
  - Олаф II Бьёрнссон, король (ок. 970 — 975)
  - Эрик VI, король (ок. 970 — 995)
- Шотландия (Альба) — Кеннет II, король (971 — 995)

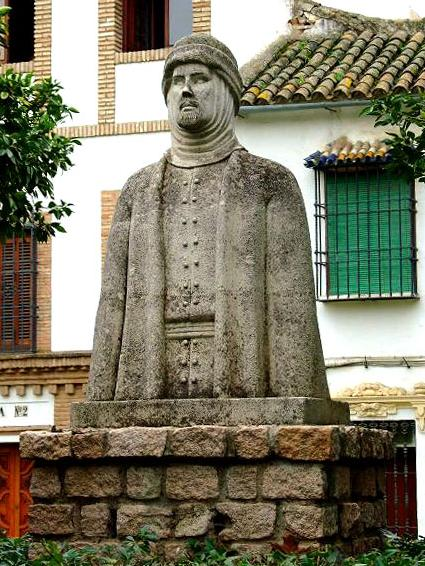
Аль-Хакам II 961-976 Халиф Кордовы
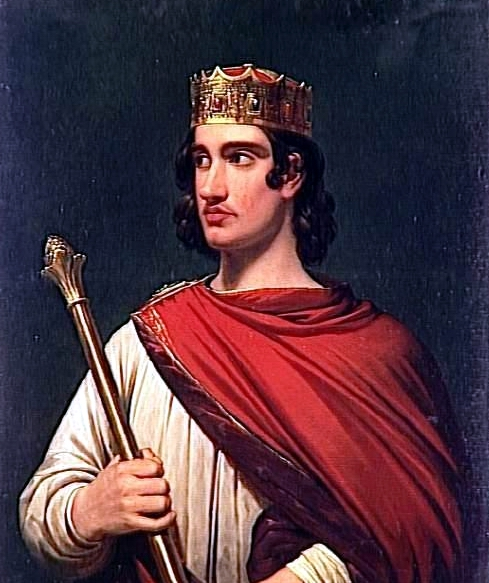
Лотарь 954-986 Король Западно-Франкского королевства
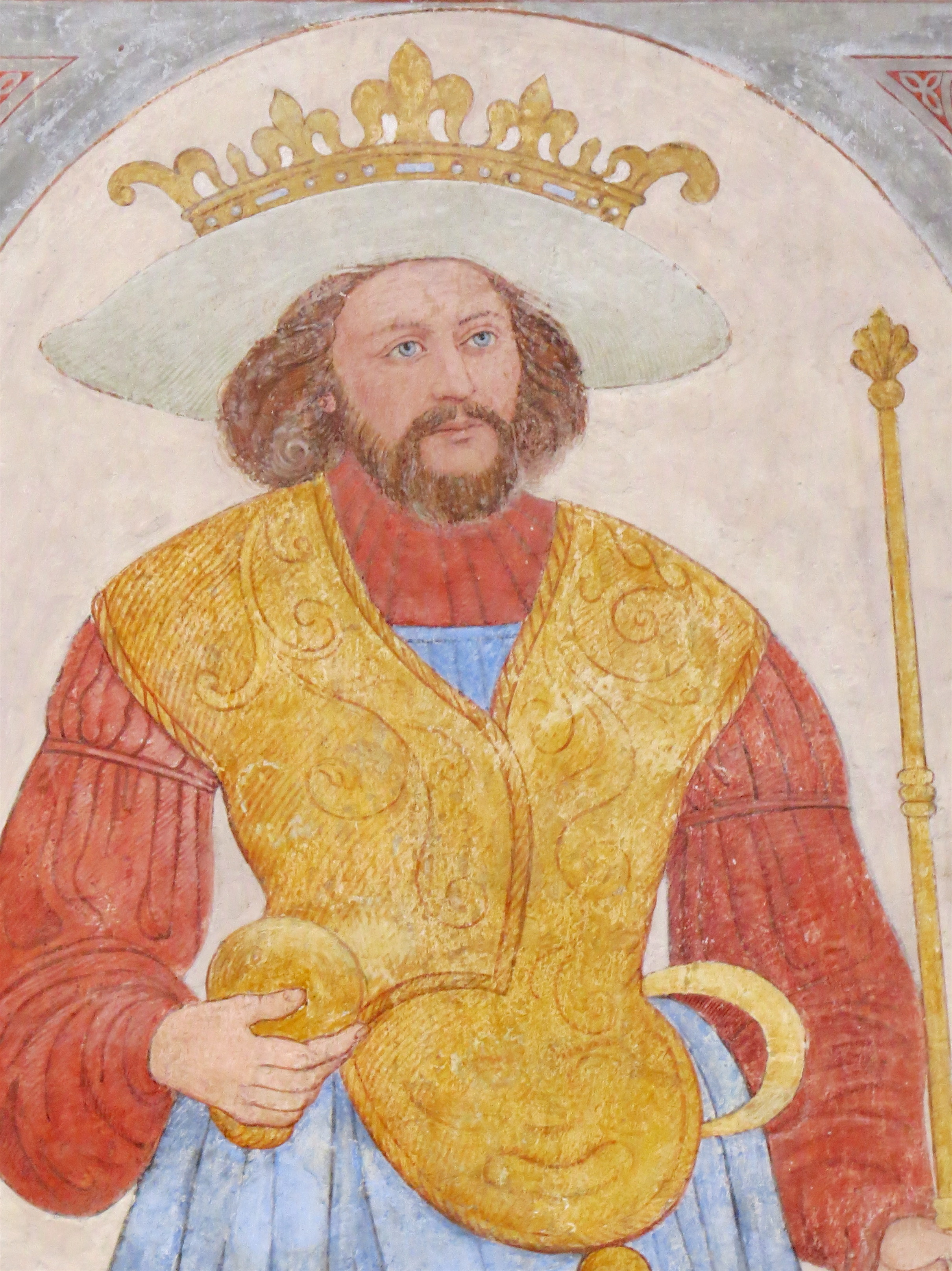
Харальд I Синезубый 958-986 Король Дании
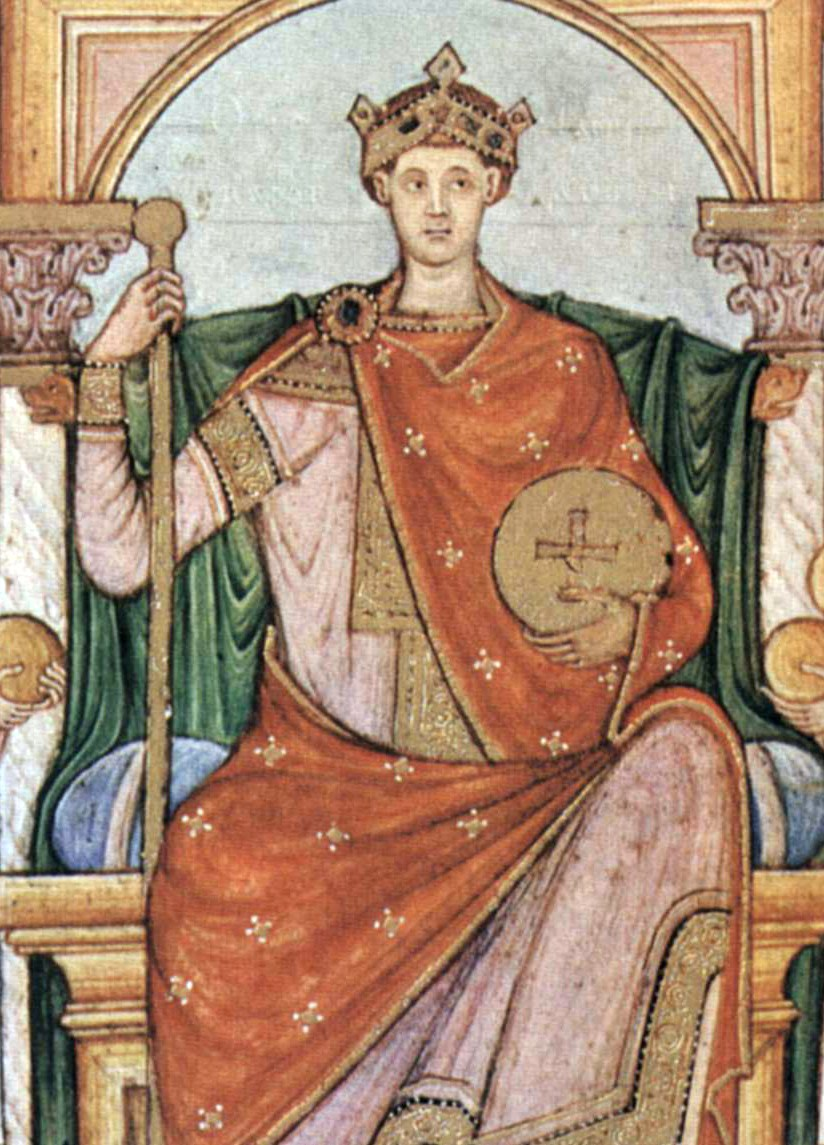
Оттон II Рыжий 973-983 Император Священной Римской империи
Тай-цзу 960-976 Император Китая
Эдгар Миролюбивый 959-975 Король Англии
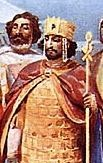
Иоанн I Цимисхий 969-976 Император Византии
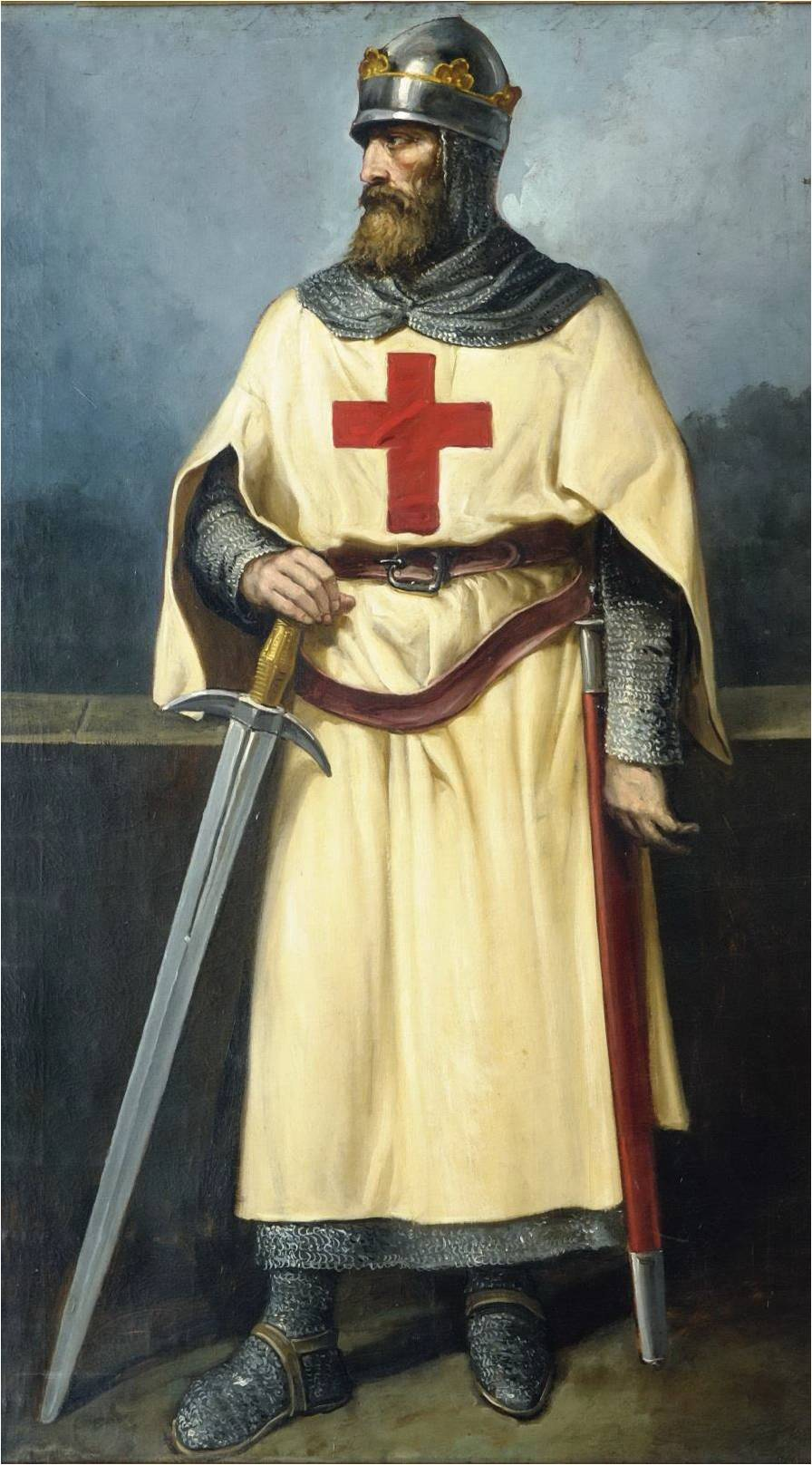
Рамиро III 966-984 Король Леона
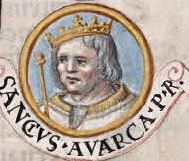
Санчо II Абарка 970-994 Король Наварры
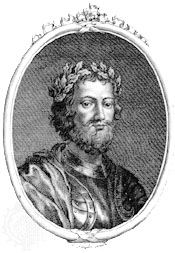
Кеннет II 971-995 Король Шотландии
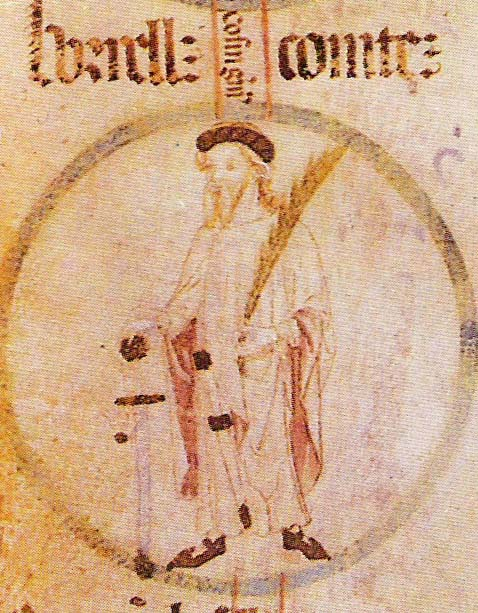
Боррель II 947-992 Граф Барселоны
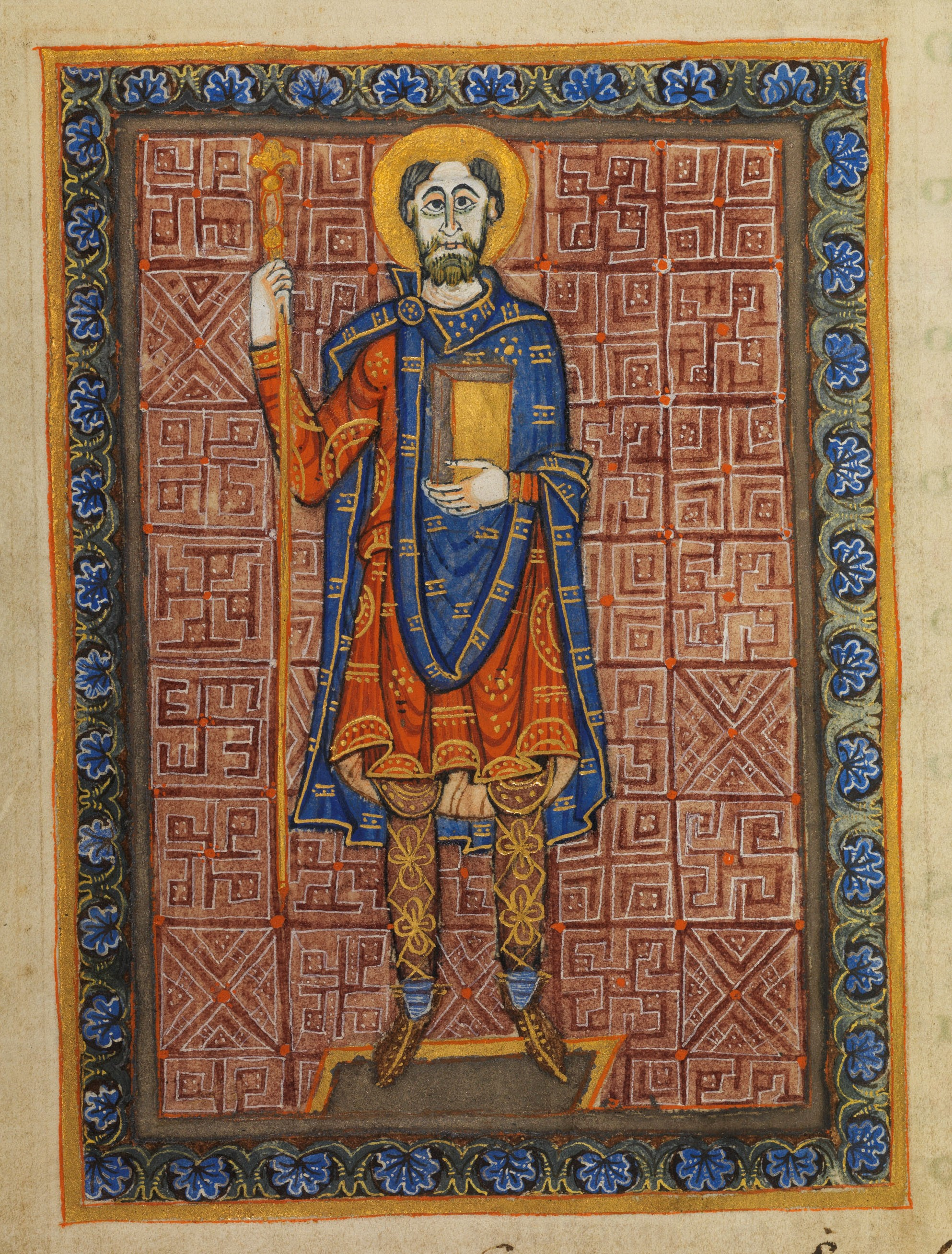
Генрих II Строптивый 955-976 Герцог Баварский
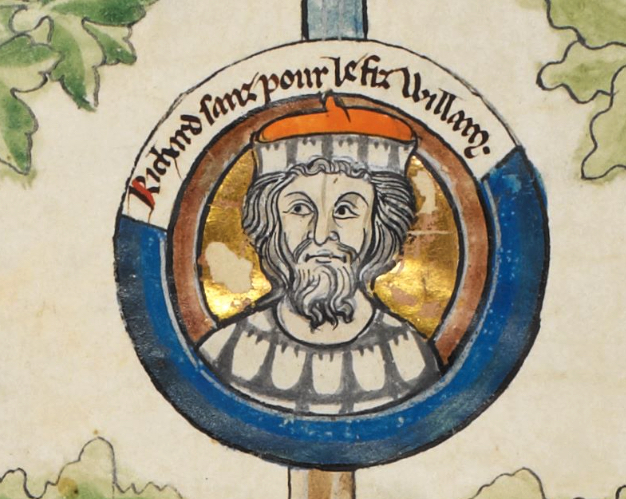
Ричард I Бесстрашный 942-996 Герцог Нормандии
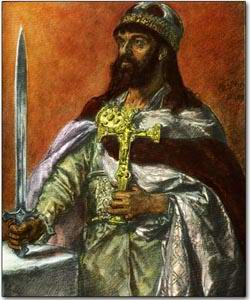
Мешко I 960-992 Князь Польши
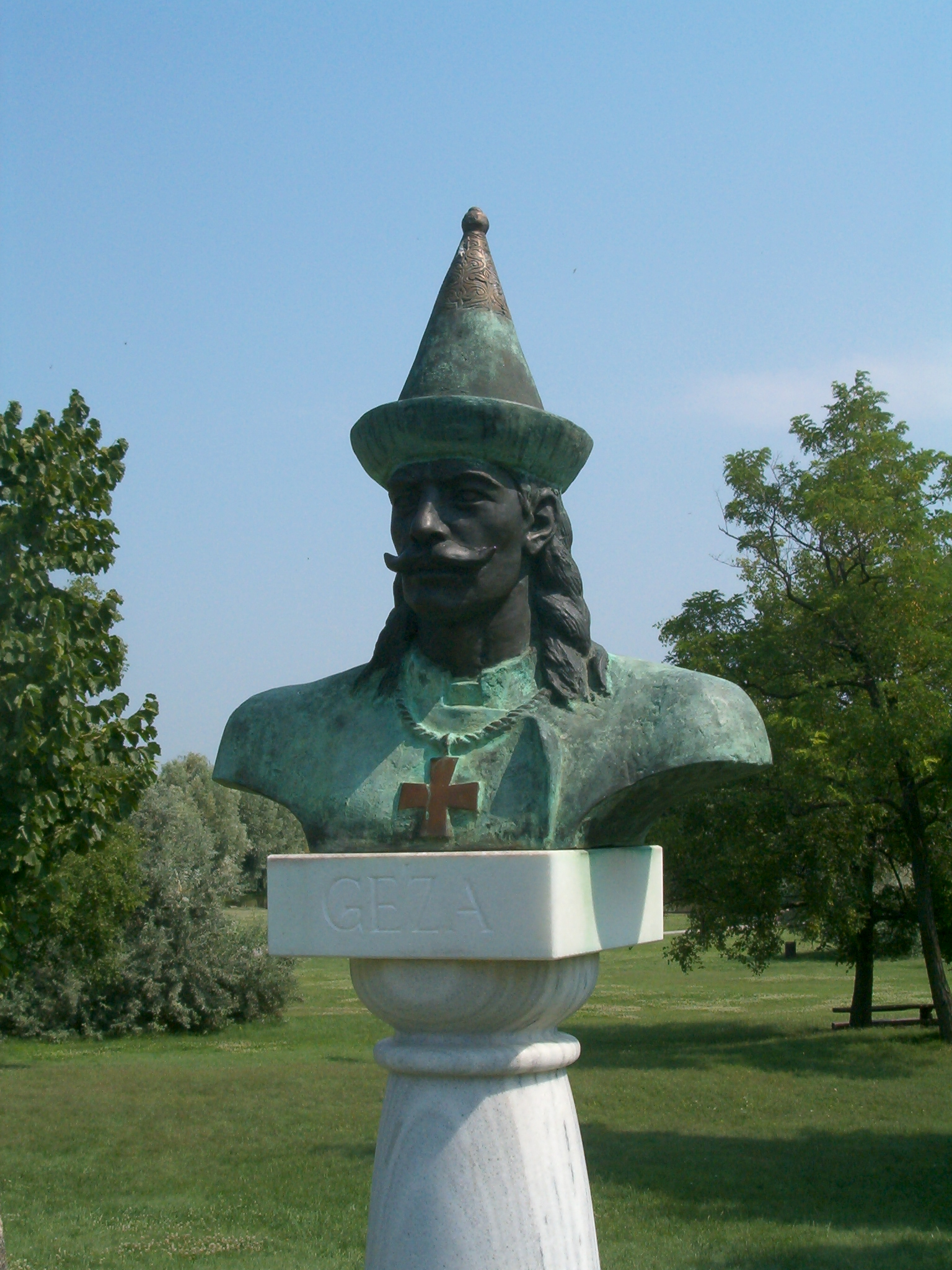
Геза 972-997 Князь Венгрии
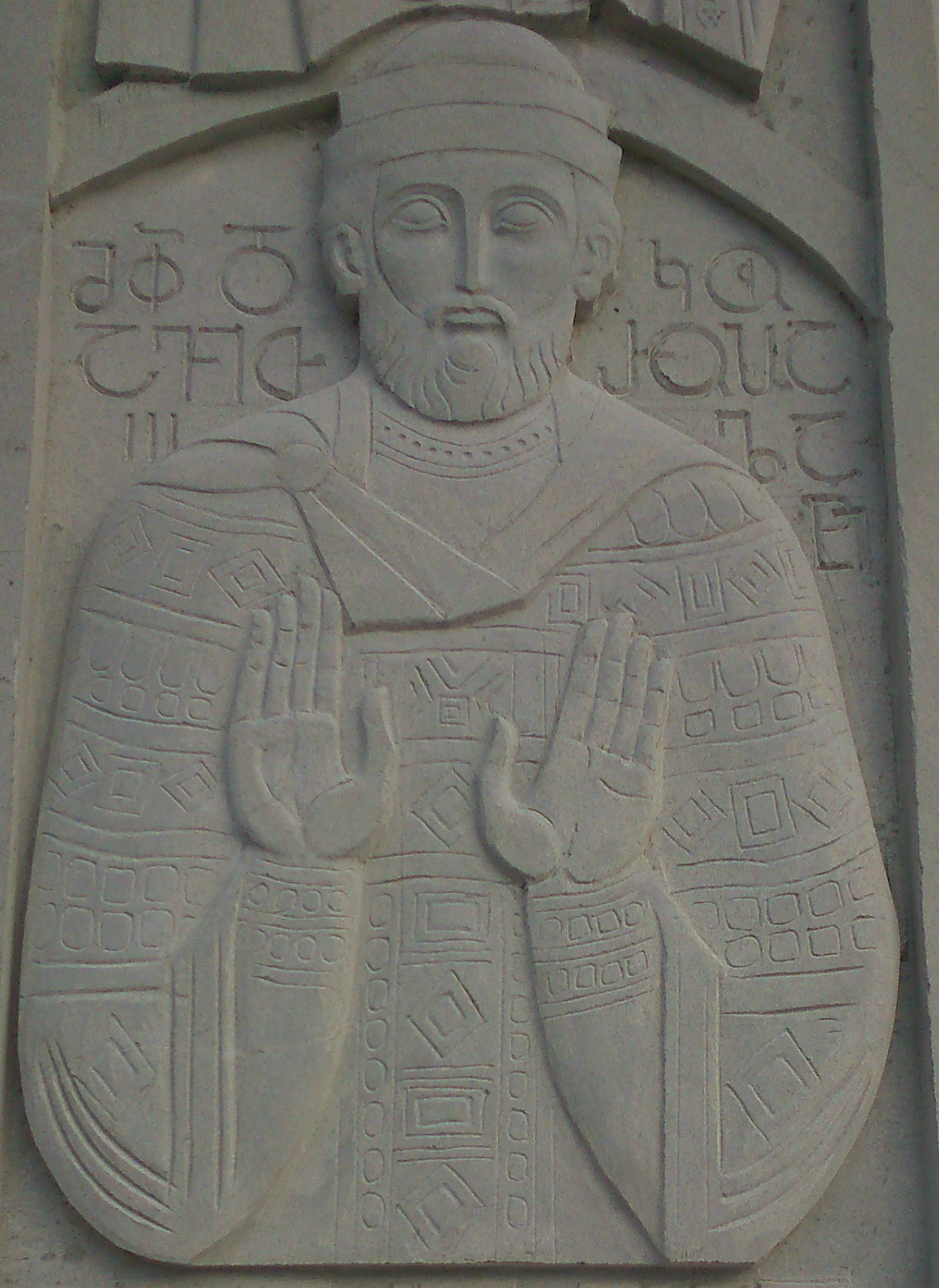
Давид III Великий 966-1000 Куропалат Тао-Кларджети
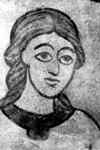
Болеслав II Благочестивый 967-999 Князь Чехии
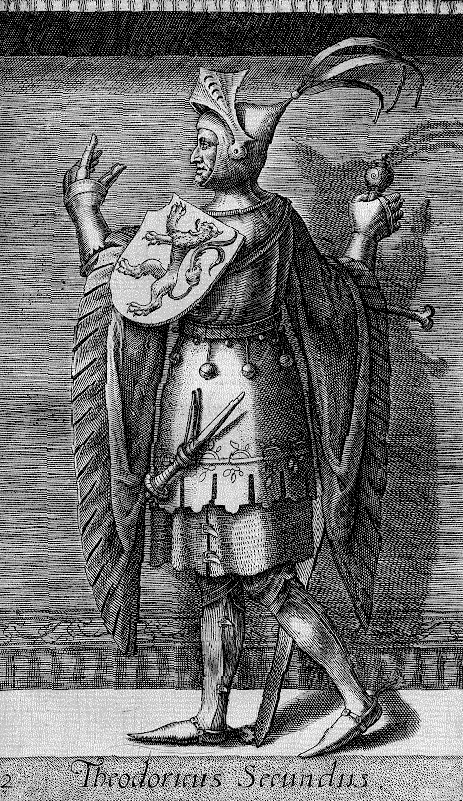
Дирк II 939-988 Граф Голландии
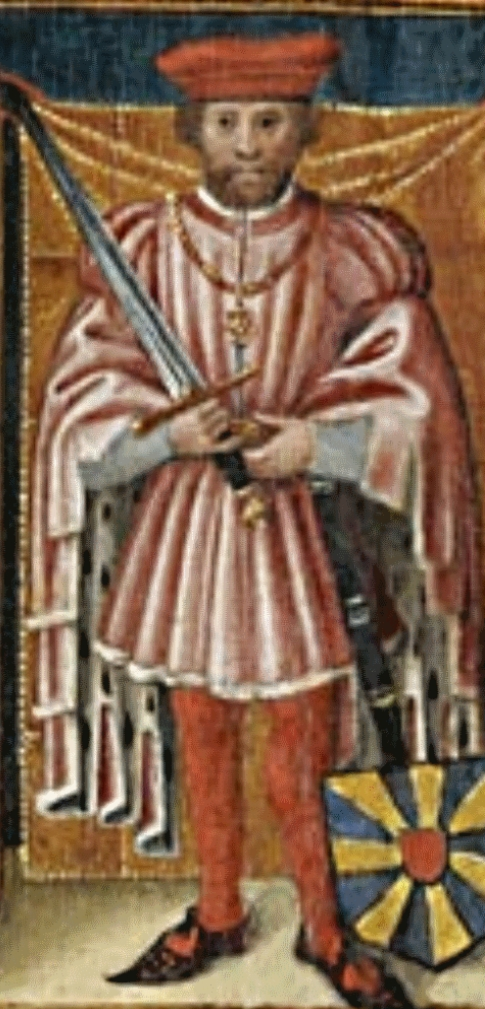
Арнульф II 965-987 Граф Фландрский
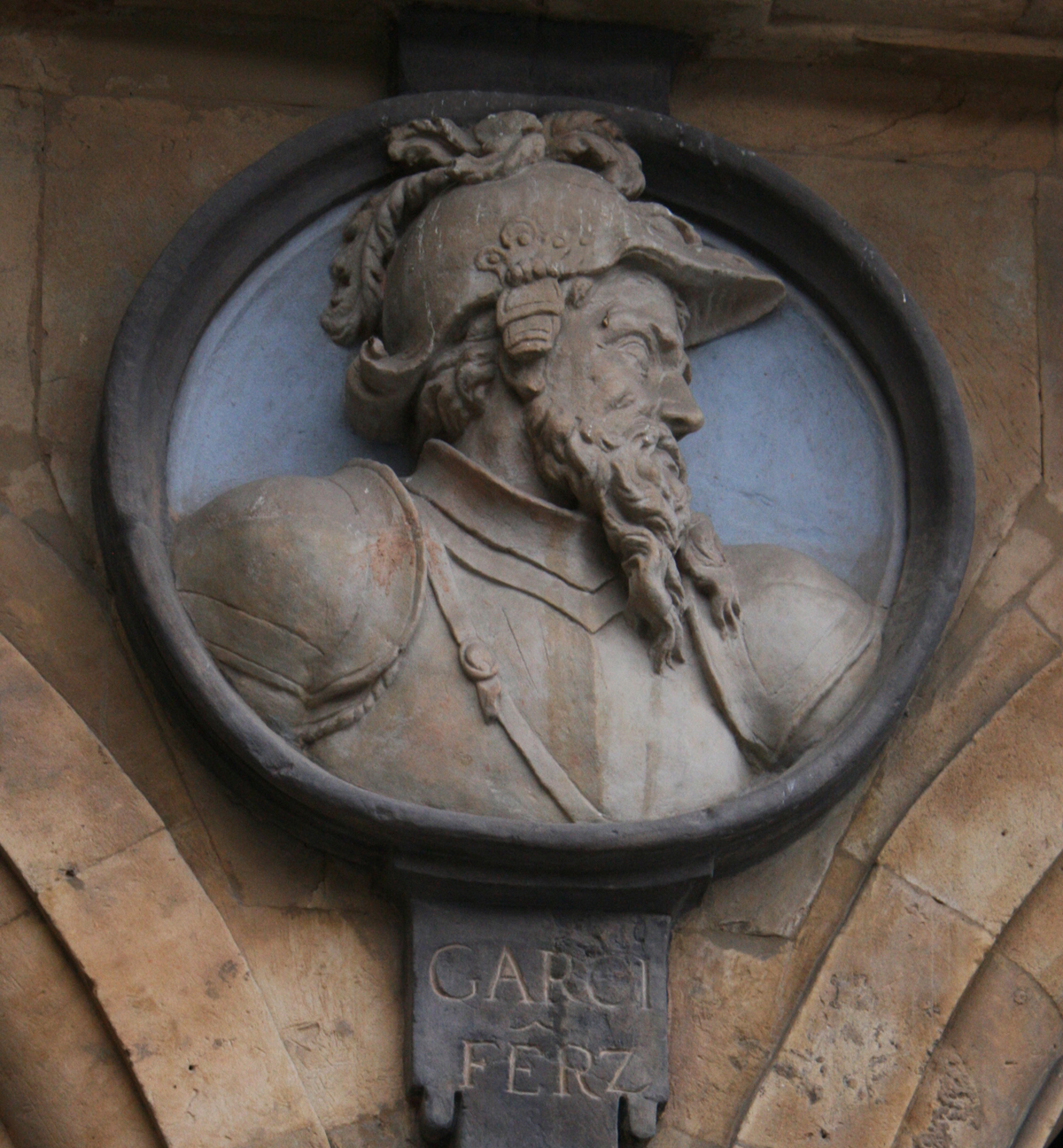
Гарсиа Фернандес 970-995 Граф Кастилии
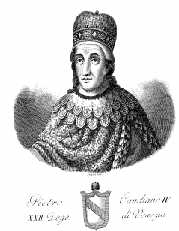
Пьетро IV Кандиано 959-976 Дож Венеции
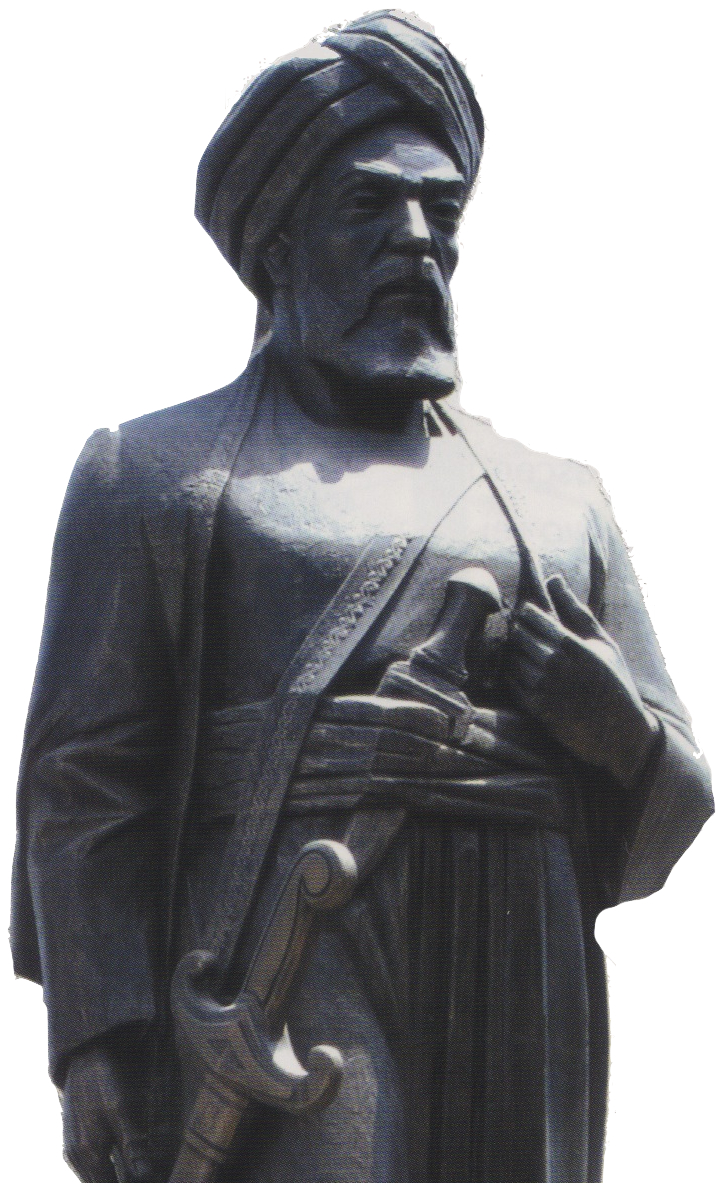
Бологгин ибн Зири 973-984 Эмир Ифрикии
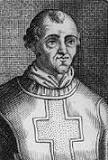
Бенедикт VI 973-974 Папа римский